# Friedrich Ludwig
Friedrich Ludwig (Potsdam, 8 maggio 1872 – Gottinga, 3 ottobre 1930) è stato un musicologo tedesco.
Studioso del medioevo e dell'Ars Nova, fu docente per molti anni a Gottinga.